# Arabidopsis pedemontana
Arabidopsis pedemontana (Boiss.) O'Kane & Al-Shehbaz, detta comunemente arabetta piemontese è una piccola pianta angiosperma appartenente alla famiglia delle Brassicaceae.
È indigena dell'Italia nord-occidentale.